# P-FEM
p-MEF o p-versión del método de elementos finitos es una estrategia de discretización en el que se fija la malla de elementos finitos y los grados de polinomio de elementos se incrementa de tal manera que el grado del polinomio más bajo, que se denota por {\displaystyle p_{\min }}, tiende a infinito. esto está en contraste con la "h-versión" o "h-MEF", una estrategia de discretización ampliamente utilizado, en el que los grados de polinomio de elementos son fijos y la malla se refina de manera que el diámetro del elemento más grande, denota por {\displaystyle h_{\max }} tiende a cero.
Primeramente fue demostrado en la base de un problema de mecánica de fractura elástica lineal, que las secuencias de p-MEF convergía más rápida que las secuencias basaron en h-MEF por Szabó y Mehta en 1978. Las fundaciones teóricas de la p-versión estuvo establecida en un papel publicó Babuška, Szabó y Katz en 1981 dónde esté mostrado que para una clase grande de problemas el índice asintótico de convergencia de la p-versión en norma de energía es al menos dos veces que la de la h-versión, suponiendo mallas cuasi-uniformes. Resultados computacionales adicionales y evidencia de convergencia más rápida fue presentada por Babuška y Szabó en 1982.
La distinción entre las h- y p-versiones existe principalmente por razones históricas y teóricas. En aplicaciones prácticas el diseño de la malla y la elección los grados polinómicos son ambos importantes. De hecho, es posible de darse cuenta índices exponenciales de convergencia cuándo el p-la versión está utilizada en combinación con diseño de malla apropiada. Este punto estuvo hablado de la perspectiva de ingeniería por Szabó y de la perspectiva teórica por Guo y Babuška en 1986. Realización de índices exponenciales de la convergencia para ecuaciones de Maxwell estuvo hablada por Costabel, Dauge y Schwab en 2005